# Ninebanks
Ninebanks – wieś w Anglii, w hrabstwie Northumberland. Leży 48 km na zachód od miasta Newcastle upon Tyne i 402 km na północ od Londynu.